# Kurt Waldheim
Kurt Waldheim (Sankt Andrä-Wördern, 1918. december 21. – Bécs, 2007. június 14.) osztrák politikus, diplomata, az ENSZ főtitkára.

## Életpályája
Kurt Waldheim Walter és Josefine Waldheim gyermekeként született. Tanulmányait a Bécsi Konzuli Akadémián végezte el 1939-ben. Később a Bécsi Egyetem hallgatója volt. 1939–1945 között a német hadseregben katonaként szolgált. 1945-től diplomata volt. 1948–1951 között a párizsi nagykövetség titkára volt. 1951–1955 között a Külügyminisztérium személyzeti osztályvezetője volt. 1955–1956-ban Ausztria állandó ENSZ-megfigyelője. 1956–1958 között ottawai követként, 1958–1960 között pedig nagykövetként dolgozott. 1960–1964 között a Külügyminisztérium politikai főigazgatója volt. 1964–1968 között illetve 1970–1971-ben állandó ENSZ-képviselő volt. 1965–1968 illetve 1970–1971-ben az ENSZ Világűr Bizottságának elnöke volt. 1968–1970 között külügyminiszter volt. 1971-ben köztársasági elnökjelölt, 1972–1982 között az ENSZ főtitkára volt. 1982–1984 között a washingtoni Georgetown Egyetem diplomáciakutató vendégprofesszora, 1982–1985 között az Interakció Tanács elnöke, 1986–1992 között pedig Ausztria köztársasági elnöke volt.
2007. június 14-én Bécsben, szívelégtelenségben hunyt el.

## Vitatott múltja
Waldheim múltja sok vitát kavart, állítólag egyetemistaként részt vett a náci diákszövetségben, és szerepelt az SS lovassági egységeinek tagnévsorában is. Ezt azonban Waldheim tagadta.

## Családja
1944-ben feleségül vette Elisabeth Ritschelt (1922–2017). Egy fiuk és két lányuk született.

## Művei
- Der österreicheische Weg (1980)
- Un métier unique au monde (1977, magyarul: Nehéz mesterség, 1979)
- The Challenge of Peace, Building The Future Order (1980)
- In the Eye of the Storm (1985)
- Die Antwort (1996)

Magyarul megjelent műve
- Nehéz mesterség; közreműködött Éric Rouleau, fordítota Dániel Anna; Gondolat, Budapest, 1979